# Ravenia rosea
Ravenia rosea är en vinruteväxtart som beskrevs av Standley. Ravenia rosea ingår i släktet Ravenia och familjen vinruteväxter. Inga underarter finns listade i Catalogue of Life.